# 東京大学大学院理学系研究科附属植物園
東京大学大学院理学系研究科附属植物園（とうきょうだいがくだいがくいんりがくけいけんきゅうかふぞくしょくぶつえん、英: Botanical Gardens, Graduate School of Science, the University of Tokyo）は、東京都文京区白山三丁目にある植物園。小石川植物園（こいしかわしょくぶつえん）の通称を持つ。
植物に関する様々な研究を行っている東京大学の附属施設の一つだが、広く一般にも公開されている。
また、栃木県日光市に日光分園があり、こちらは日光植物園と通称されている。本項では、東京・日光の両方の植物園について記載する。

## 小石川植物園（本園）
元々は東京大学が開設した施設ではなく、江戸幕府によって開園された小石川御薬園（こいしかわおやくえん）であった。幕府は、人口が増加しつつあった江戸で暮らす人々の薬になる植物（薬草）を育てる目的で、1638年（寛永15年）に麻布と大塚に南北の薬園を設置したが、やがて大塚の薬園は廃止され、1684年（貞享元年）、麻布の薬園を5代将軍徳川綱吉の小石川にあった別邸に移設したものがこの御薬園である。その後、8代徳川吉宗の時代になり敷地全部が薬草園として使われるようになる。1722年（享保7年）、将軍への直訴制度として設置された目安箱に町医師小川笙船の投書で、江戸の貧病人のための「施薬院」設置が請願されると、下層民対策にも取り組んでいた吉宗は江戸町奉行の大岡忠相に命じて検討させ、当御薬園内に診療所を設けた。これが小石川養生所であり、 山本周五郎の連作短編小説『赤ひげ診療譚』や、この作品を映画化した黒澤明監督作品の『赤ひげ』は、養生所を舞台とした医師の物語である。のちに、養生所は江戸時代の七分積金を元にした東京市養育院の設立（明治5年）につながった。なお、御薬園は、忠相が庇護した青木昆陽が飢饉対策作物として享保20年に甘藷（サツマイモ）の試験栽培を行った所としても有名である。
その後、明治期に入り、東京帝国大学が1877年に開設されると、同大学理科大学（現：理学部）の附属施設となり、広く一般植物などを多種揃えた植物学の研究施設として生まれ変わった。同時に、一般にも公開されるようになった。1897年には本郷キャンパスにあった植物学教室が小石川植物園内に移転し、講義棟も建設され、植物学に関する講義も行われることになった（1934年に植物学教室は本郷に再移転）。1998年より、現在のように大学院理学系研究科の附属施設となった。理学部→理学系研究科の附属施設ということもあり、毎年5月に理学系研究科・理学部の学生・教職員交歓会が開催されている。
2012年（平成24年）9月19日に、「小石川植物園（御薬園跡及び養生所跡）」として国の名勝および史跡に指定された。
植物園の敷地は周辺道路拡幅のため一部が削られ、すでに御殿坂辺縁部は悲惨なことに御殿坂塀際の希少植物が全滅状態だという。
本館は2013年（平成25年）度のDOCOMOMO JAPAN選定 日本におけるモダン・ムーブメントの建築に選出されている。
2019年11月19日から、新しい温室が一般公開される。

### 概要
- 面積：161,588m2
- 開園：1877年（前身の御薬園を含めると、1684年。日本で最古の植物園）
- アクセス：都営地下鉄三田線，白山駅より徒歩10分、東京メトロ丸ノ内線、茗荷谷駅より徒歩15分、都営バス〈上60〉上野公園～大塚駅前、池袋駅東ロｰ路線の白山2丁目バス停留所より徒歩3分。
- 入園料：高校生以上：500円（東京大学の学生は無料）、中学生・小学生:150円。みどりの日である5月4日は無料。各種割引などあり[注釈 1]。
- 休園日：年末年始と月曜日（月曜日が祝日の場合はその翌日、月曜から連休の場合は最後の祝日の翌日）[注釈 2]
- 開園時間：9時-16時30分（入園は16時まで）

（いずれも、2015年2月現在）

### 小石川植物園の歴代園長
小石川植物園が東京大学附属となった当時は園長職が無く、植物園を主管するものは「管理」または「担任」と呼ばれた。初代管理には植物学教室教授の矢田部良吉が就任したが、教授職多忙のため植物園の実務に当たることは少なく、員外教授の伊藤圭介が取調担任として、植物園の管理を行った時期もあった。1891年に矢田部が辞職したことに伴い、松村任三教授が二代目の管理となった。1897年に管理に変わり園長職を置くこととなり、松村管理がそのまま初代園長となった。
- 初代 松村任三：1897年6月28日 -
- 二代 三好学：1922年 -
- 三代 早田文藏：1924年 -
- 四代 中井猛之進：1930年 -
- 五代 本田正次
- 六代 小倉謙
- 七代 前川文夫
- 八代 和田文吾
- 九代 門司正三
- 十代 田中信徳
- 十一代 原寛
- 十二代 下郡山正己
- 十三代 古谷雅樹
- 十四代 飯野徹雄
- 十五代 岩槻邦男：1981 - 1988年
- 十六代 黒岩常祥：1989 - 1990年
- 十七代 長田敏行：1995 - 2000年
- 十八代 邑田仁：2001 - 2004年
- 十九代 長田敏行：2005 - 2006年
- 二十代 邑田仁：2007 - 2010年
- 二十一代 寺島一郎：2011 - 2012年
- 二十二代 邑田仁：2013 - 2016年
- 二十三代 塚谷裕一：2017年 - 2020年
- 二十四代 川北篤：2021年 -

### 主な施設・スポット
- 旧小石川養生所の井戸
- ケントの花（ニュートンのリンゴ）
- メンデルの葡萄
- 公開温室
- 精子発見のイチョウ
- 精子発見のソテツ
- 震災記念碑
- 甘藷試作跡
- 分類標本園
- 薬園保存園
- 日本庭園
- ハナショウブ園

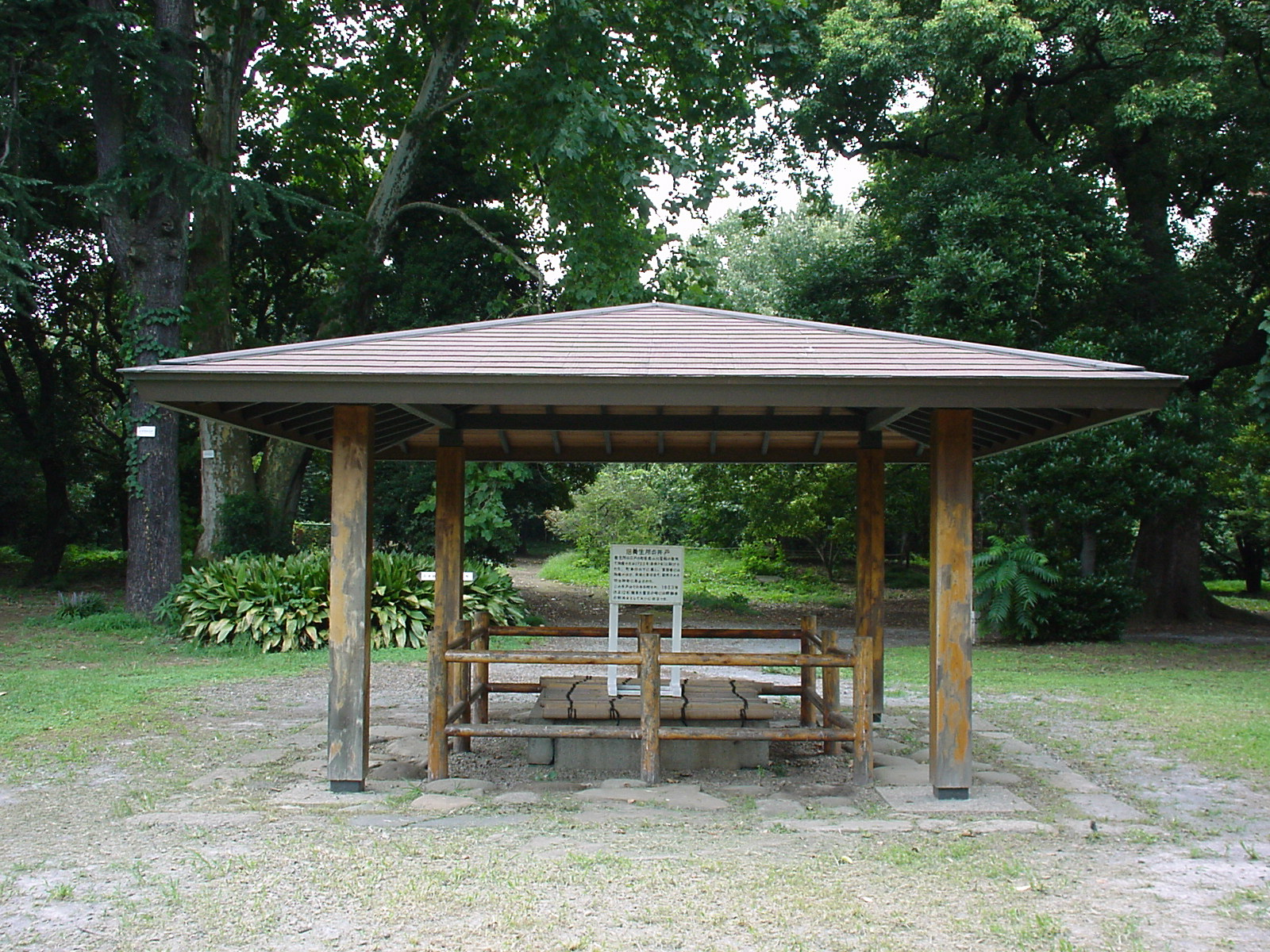
旧小石川養生所の井戸。1923年の関東大震災では飲み水として利用された。
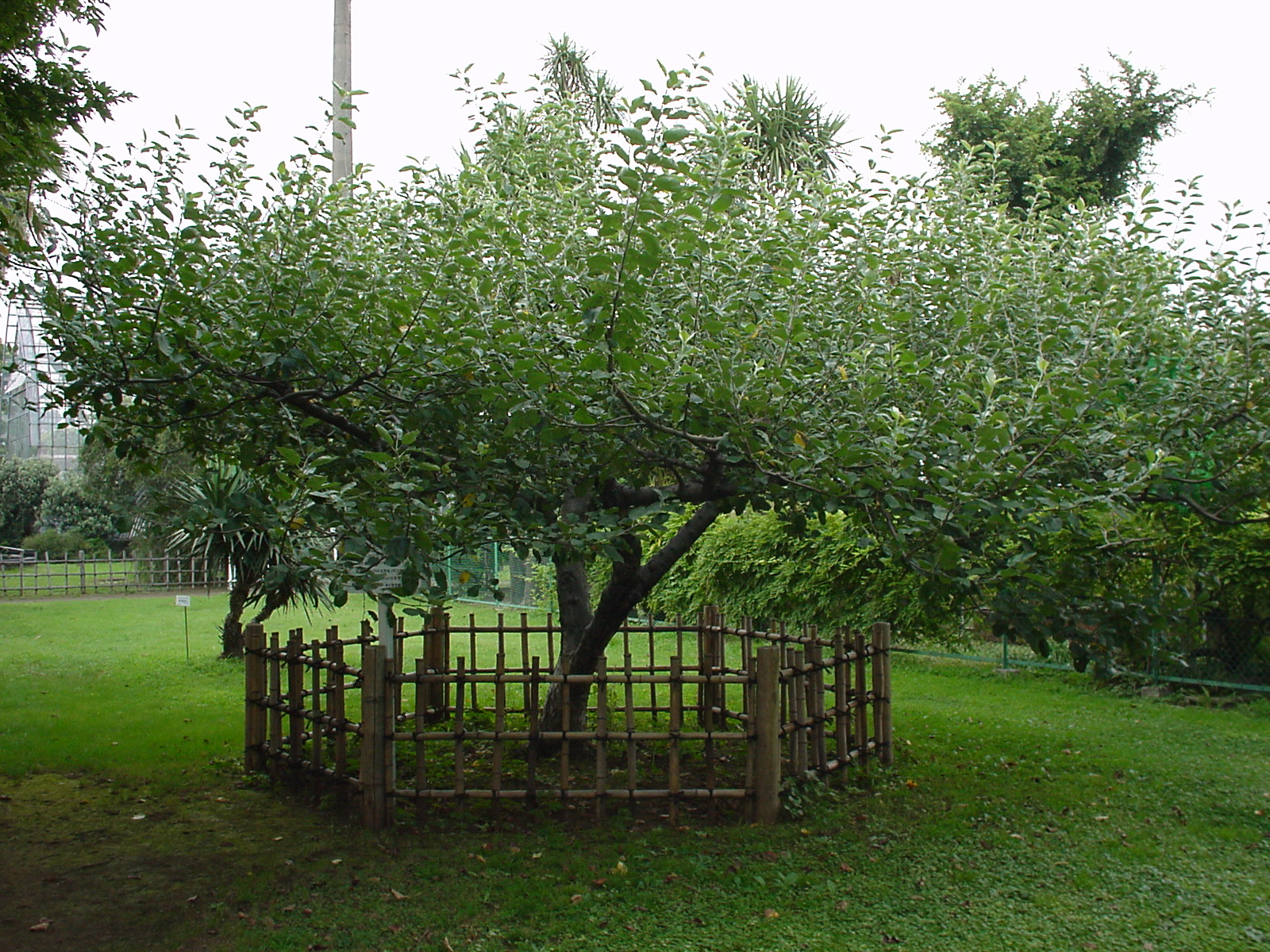
ケントの花（ニュートンのリンゴの木）
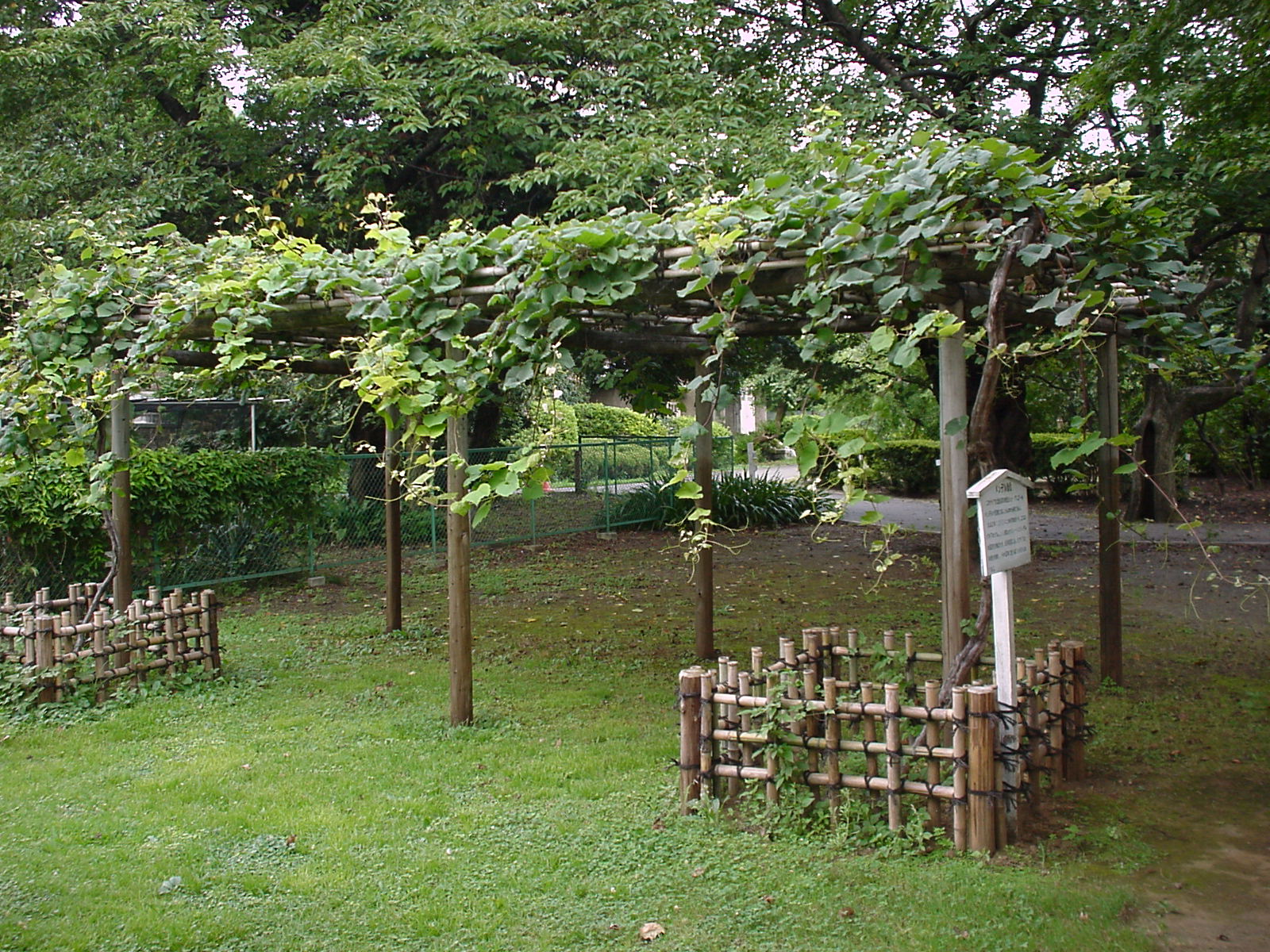
メンデルのブドウ
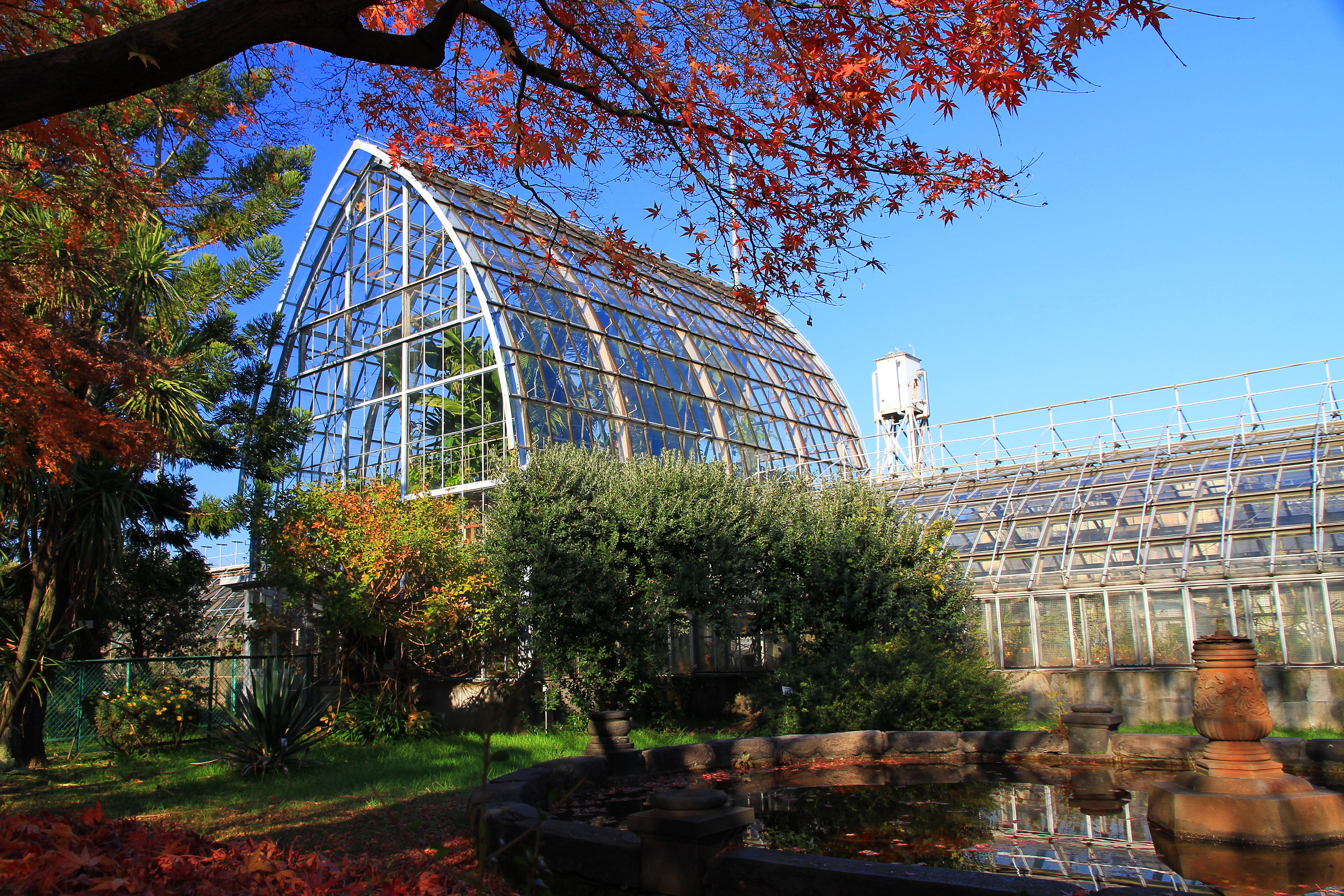
旧温室。2019年に建て替えられ、新温室が完成した[9]。
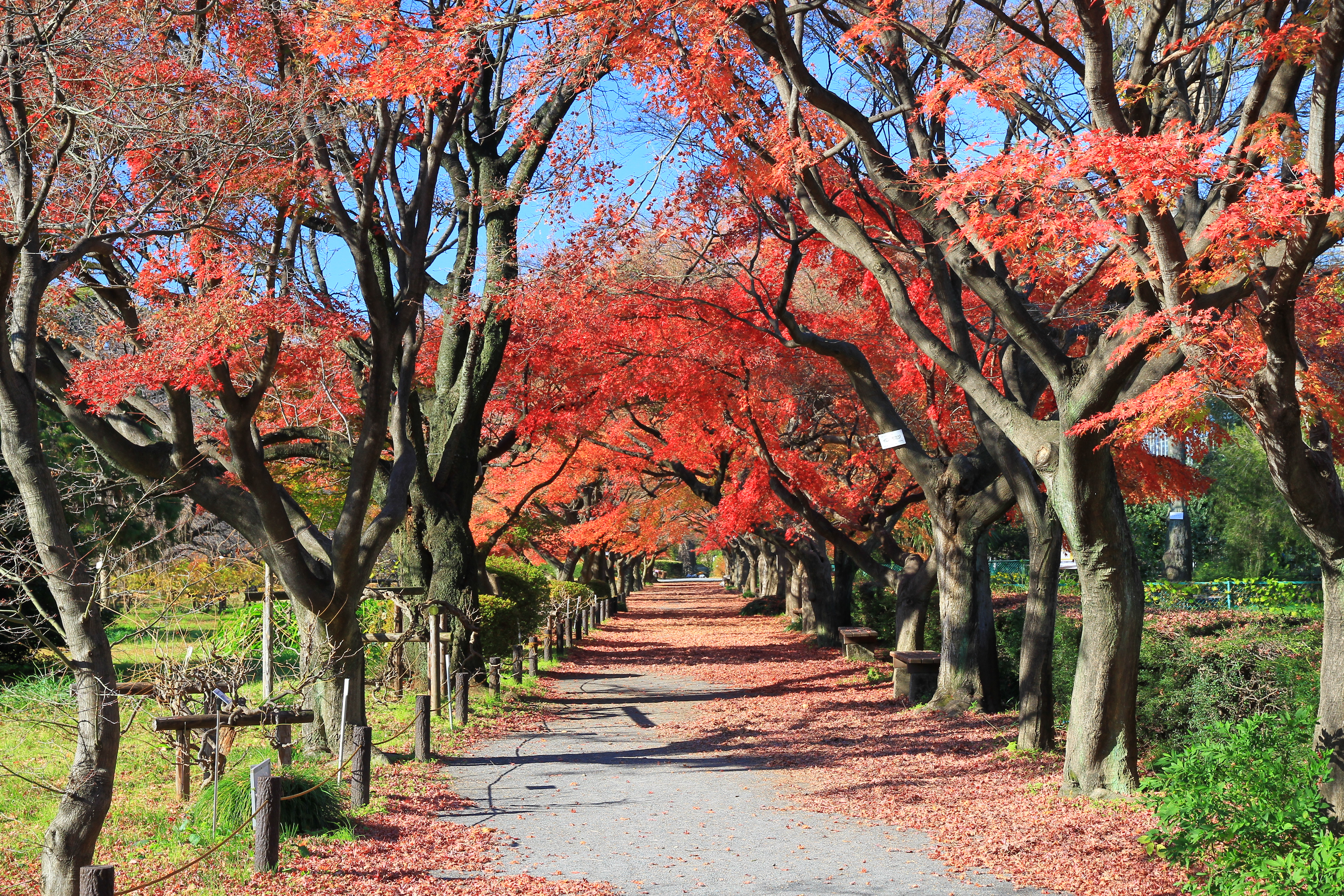
イロハモミジ並木
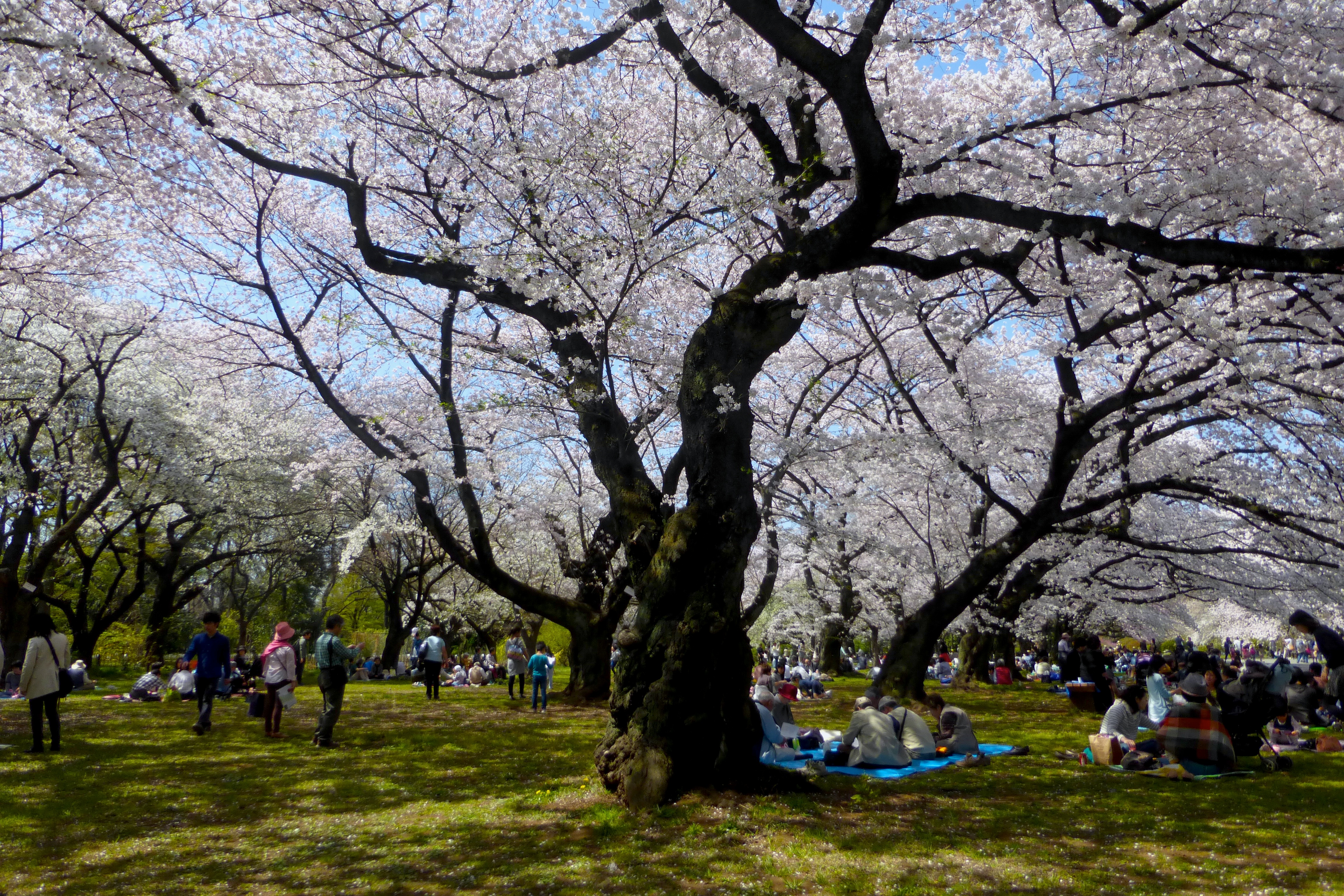
花見

### 小石川植物園を舞台とする文学作品
- 泉鏡花『外科室』
- 土井晩翠『新詩發生時代の思ひ出』
- 北原白秋『植物園小品』
- 安部公房『デンドロカカリヤ』
- 梶よう子『花しぐれ 御薬園同心』『柿のへた 御薬園同心』
- 寺田寅彦『どんぐり』
- 真梨幸子『縄紋』

## 日光分園
東京大学大学院理学系研究科附属植物園日光分園（とうきょうだいがくだいがくいんりがくけいけんきゅうかふぞくしょくぶつえんにっこうぶんえん、英: Botanical Gardens, Nikko, Graduate School of Science, The University of Tokyo）は、栃木県日光市花石町にある小石川植物園（本園）の分園である。通称日光植物園。1902年に高山植物や寒冷地の植物の研究と教育を目的として東京帝国大学理科大学附属植物園日光分園として設置された。本園の小石川植物園同様、一般公開されている。

### 沿革
日光植物園は、1902年（明治35年）11月5日、栃木県上都賀郡日光町字佛岩（現在の栃木県日光市佛岩）に開設された。初代主任は望月直義。稲荷川に面した約2,600坪（約8,600平方メートル）の土地は、植物園長の松村任三が水戸藩人脈である山草画家五百城文哉、弁護士城一馬、子爵青木信光らと共に東照宮宮司の中山信徴を動かし、日光東照宮から取得した。取得金額は2,973円82銭5厘である。
しかし、土地が狭隘であること、稲荷川の氾濫により毎年のように敷地が崩壊することから、1909年（明治42年）6月に日光町字蓮花石（現在の日光市花石町）、大谷川沿いの松平頼寿の別荘地約9,584坪（31,683平方メートル）を買収し、1911年（明治44年）11月に移転した。
その後、1912年（明治45年）に約4100坪（約13,500平方メートル）、1914年（大正3年）に約3,500坪（約11,600平方メートル。内660坪は内務省から所管換）、1918年（大正7年）に2,546坪（約8400平方メートル）、1950年（昭和25年）に旧田母沢御用邸の一部約1万坪（33,210平方メートル、大蔵省から所管換）など、隣接地取得による拡張を行い、2025年現在の面積は32,361坪（106,980平方メートル）である。

### 概要
- 面積：106,980m2[17]
- 開園：1902年
- アクセス：日光駅・東武日光駅よりバスで10分。車は、日光宇都宮道路日光ICまたは清滝ICより5-10分。無料駐車場あり。
- 入園料：高校生以上500円、中学生・小学生130円。各種割引あり。
- 開園期間：4月15日-11月30日まで（冬期は閉園）
- 休園日：月曜日（本園同様）
- 開園時間：9時-16時30分（入園は16時まで）

（いずれも、2015年2月現在）

### 主な施設・スポット
庁舎
実習生や研究者の宿泊施設として使われる木造平屋。元は松平家の別荘。松平容保が東照宮宮司となる際、居所として建てられた。
実験室
1913年（大正2年）竣工の西洋風の木造平屋。第二次大戦中、疎開した皇太子（後に第125代天皇）の勉強部屋として使われた。1967年（昭和42年）に焼失し、再建。「ハイジ小屋」とも呼ばれる。
フィールドステーション棟
正門近くの2階建。内部は実験室、講義室、居室。デザインはブータン建築をモチーフとする。2019年竣工。
ロックガーデン
庁舎前にあるロックガーデンは国内の嚆矢であり、山地・高山の植物が育てられている。移転前の佛岩の敷地にも石山が築かれ、日光・信州・奥羽の高山で採取した植物を植え、1906年（明治39年）頃には公開されていた。花石移転後のロックガーデンは1912年（大正元年）12月19日に新設されたもの。設計は草野俊助、望月直義による。
大正天皇行幸記念園（大正記念園）
田母沢御用邸滞在時に度々分園を訪れた大正天皇の記念として、生前好んでいた丘を中心に造園された。田村剛設計、1927年（昭和2年）10月10日完成。「御帽子掛けの栗の木」横に「大正天皇御由緒地」の碑がある。この記念碑は2002年（平成14年）に改修が行われた。
御用邸時代の構造物
1950年（昭和25年）に旧田母沢御用邸の一部が植物園の敷地となった。そのため、通御橋（かよいみはし）、防空壕跡、御用邸と植物園の境界だったコンクリート塀など、御用邸やそれ以前に小林年保（幕臣、銀行家）別邸だった頃の構造物が園内に残る。
含満ヶ淵（憾満ヶ淵）
植物園の南を流れる大谷川の淵。江戸時代に日光山輪王寺宮公弁法親王が「含満驟雨」として日光八景のひとつに選んだ。

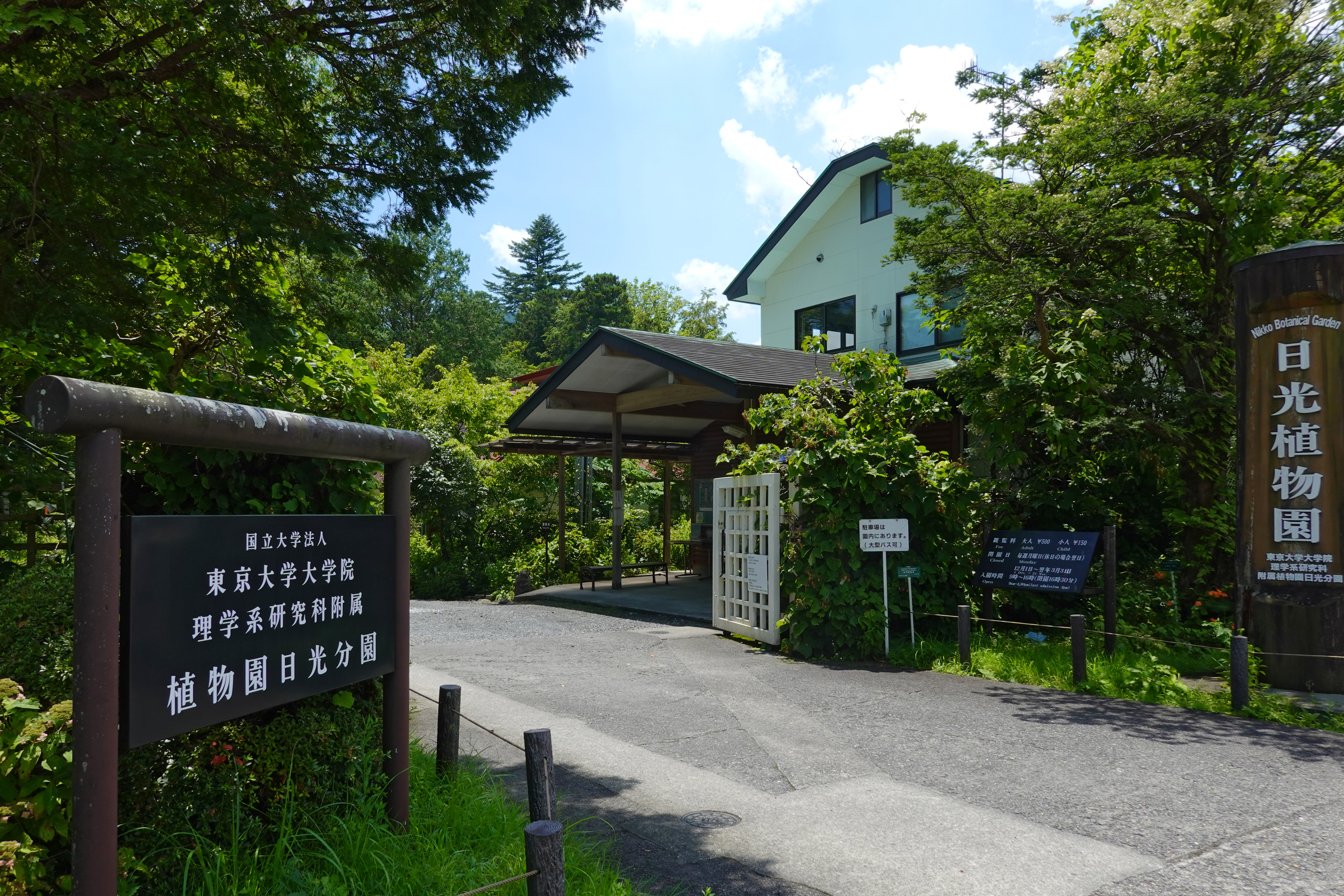
正門前
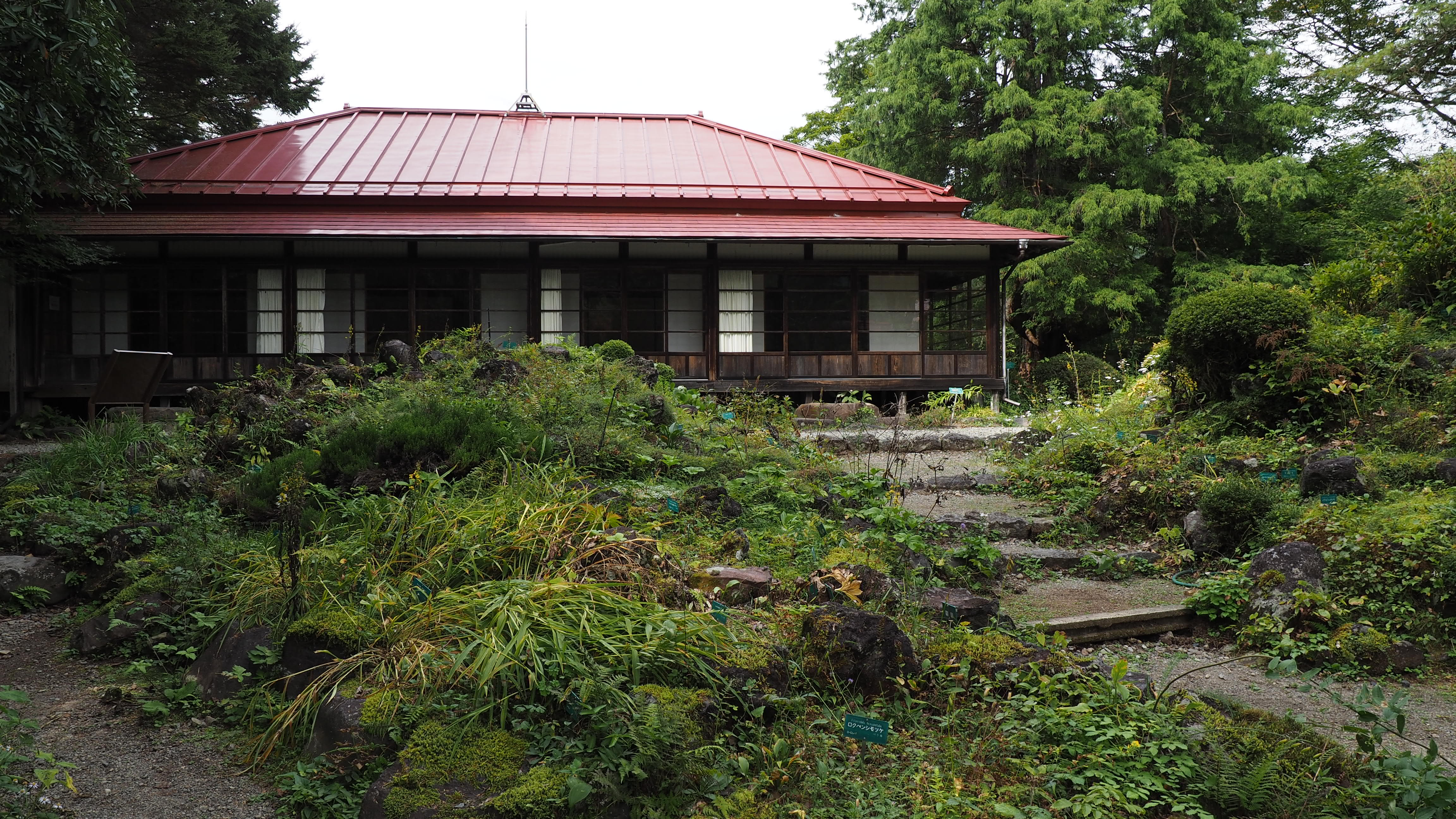
庁舎。庁舎前にロックガーデンがある。
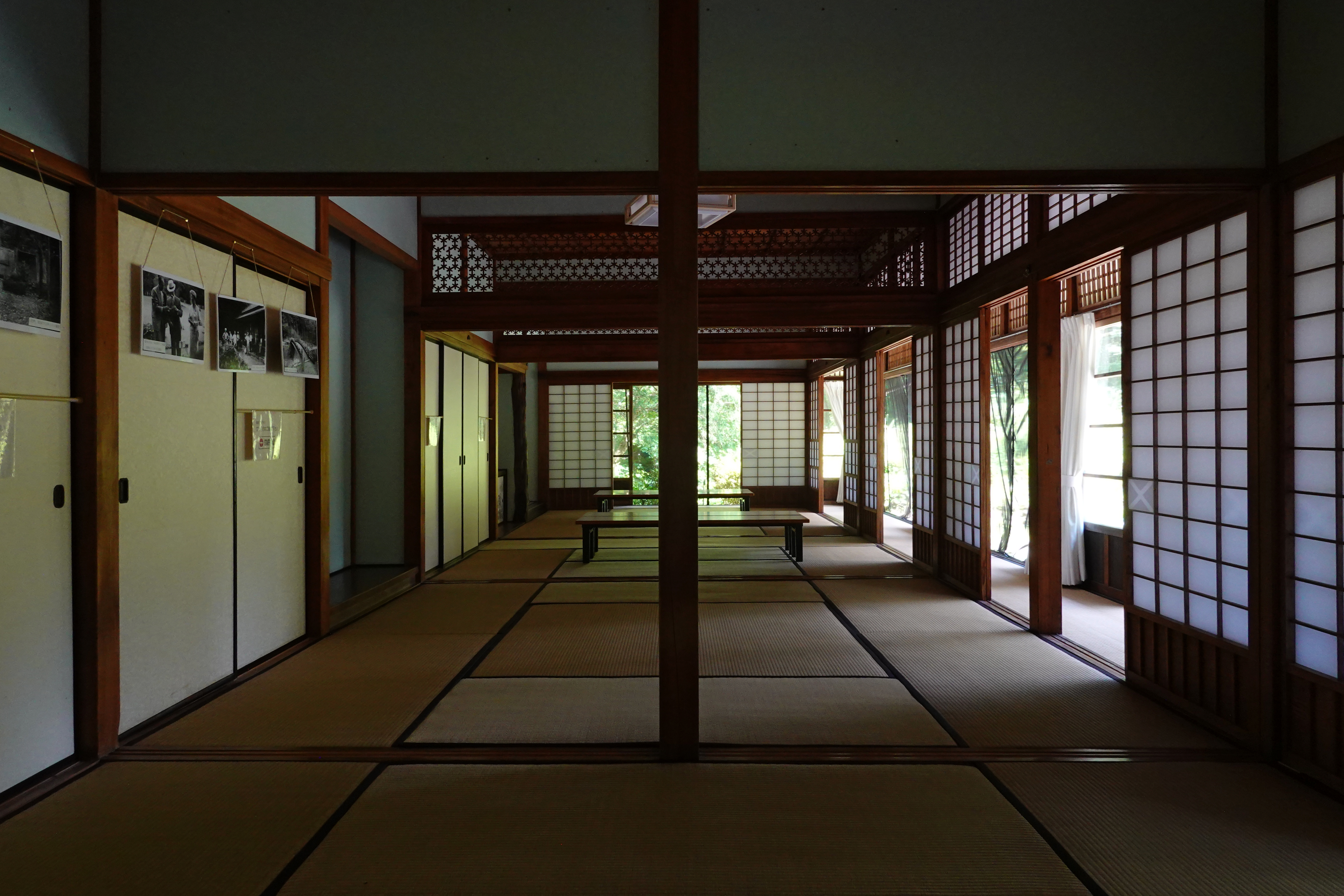
庁舎内部
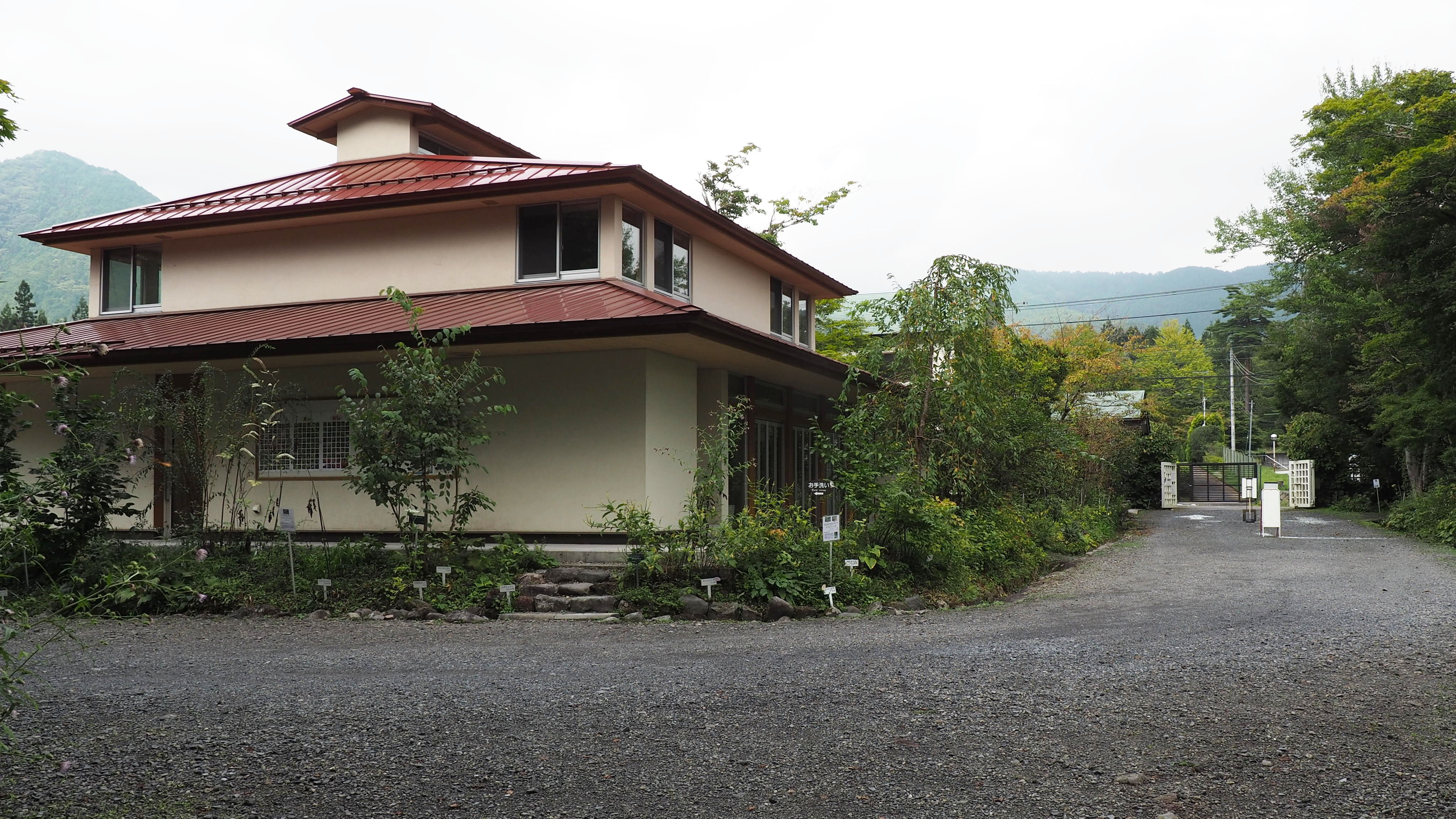
フィールドステーション棟。右奥は植物園正門。
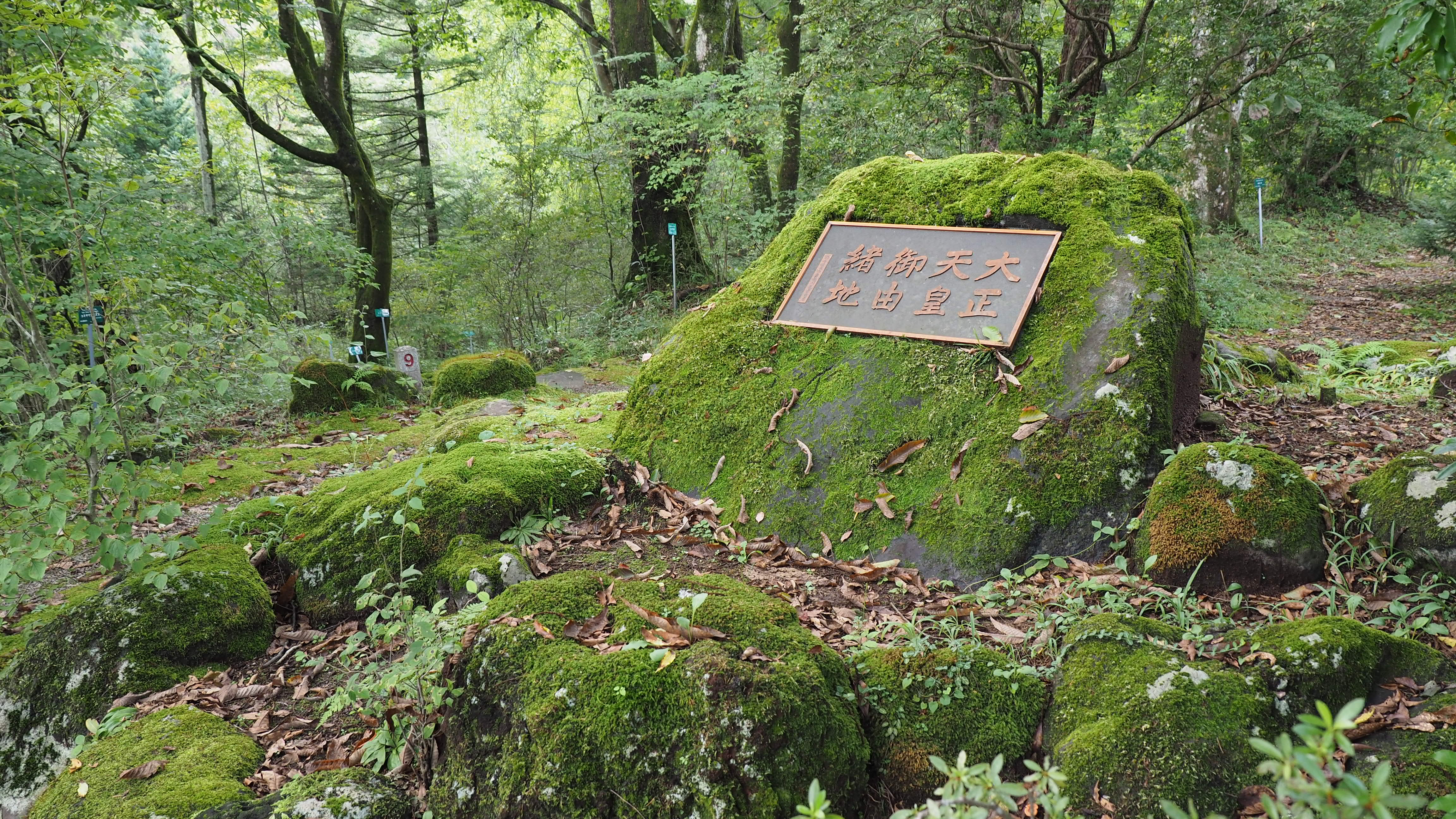
大正天皇記念碑
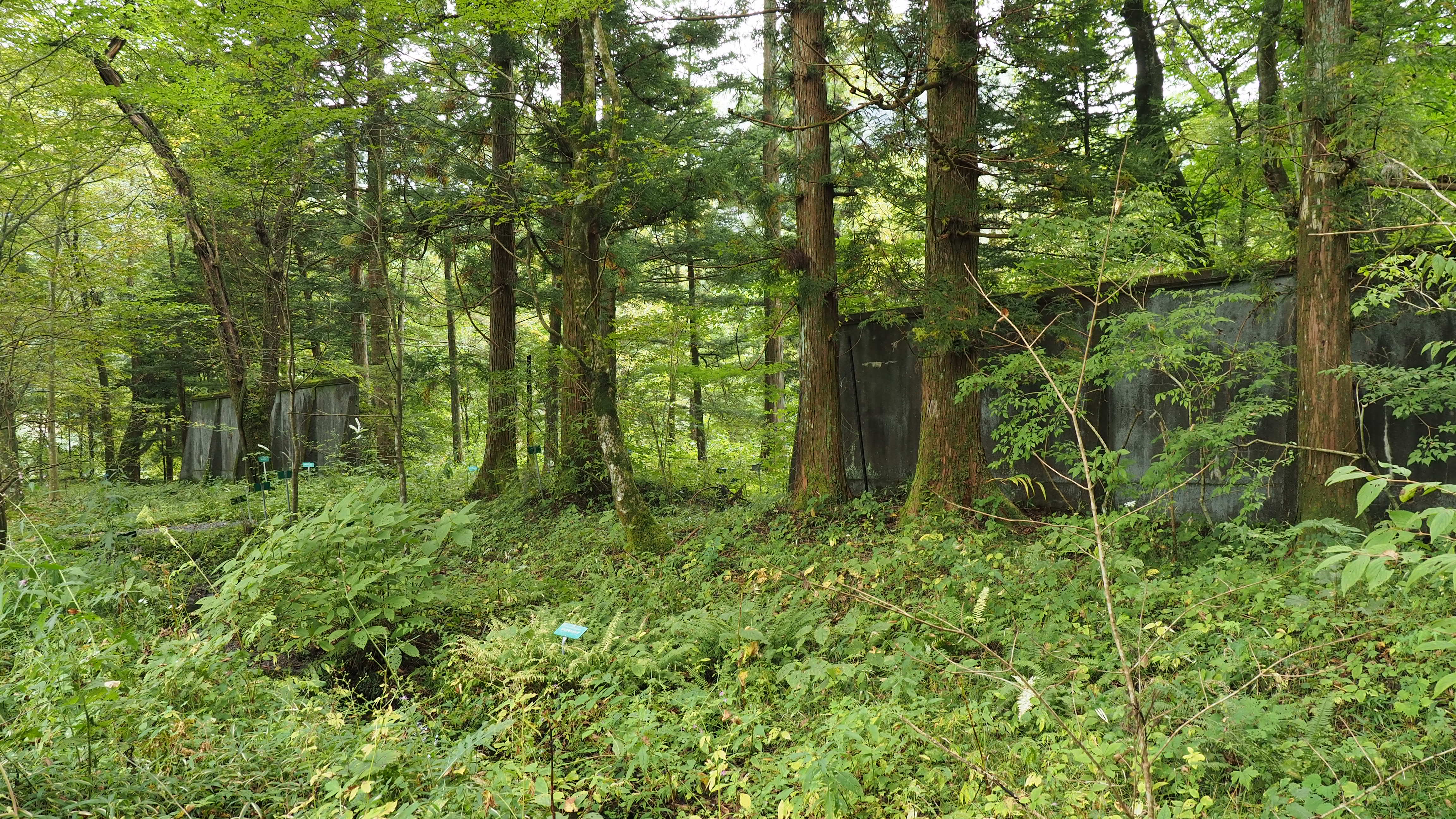
御用邸の塀
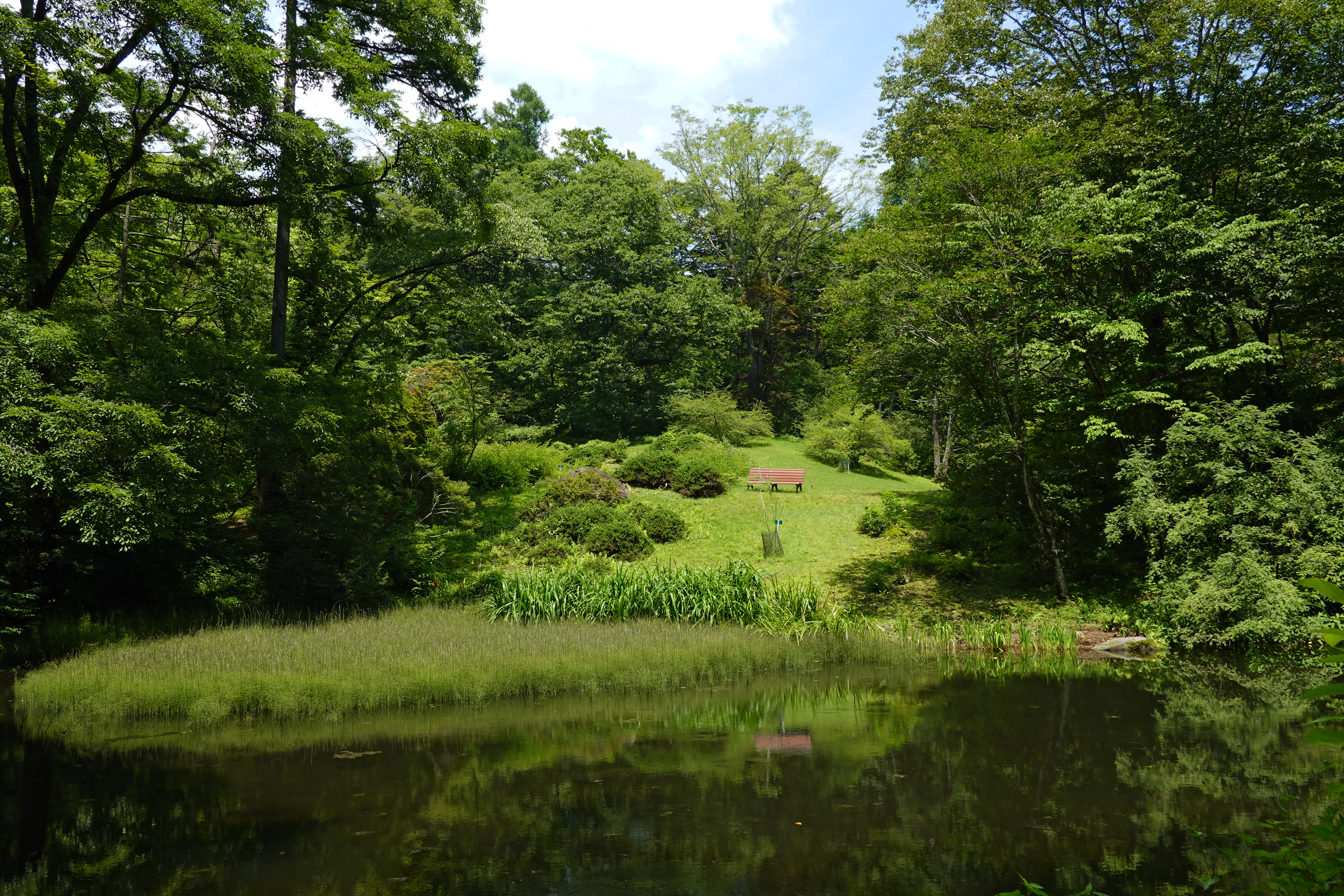
大池
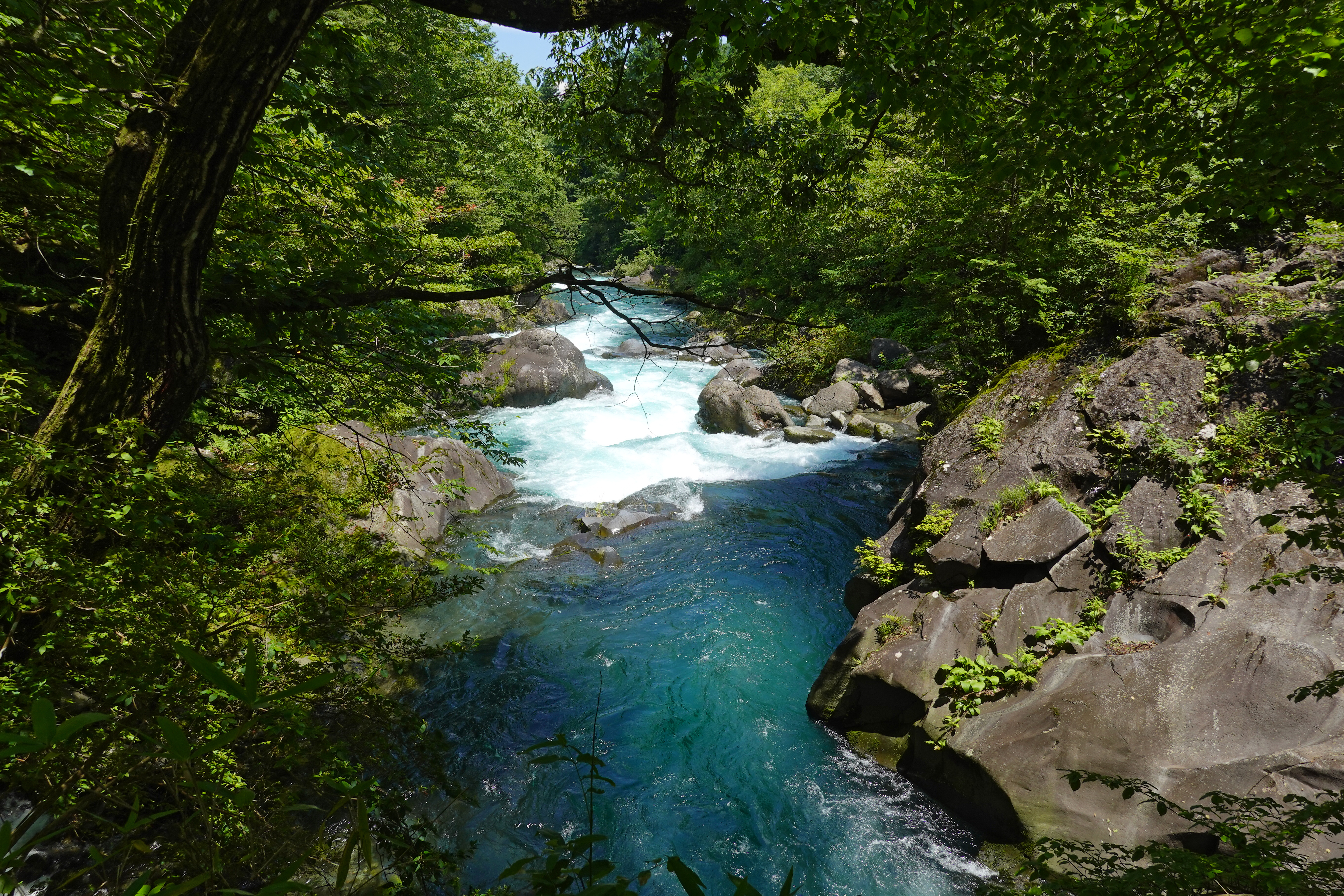
日光植物園から見た憾満ヶ淵
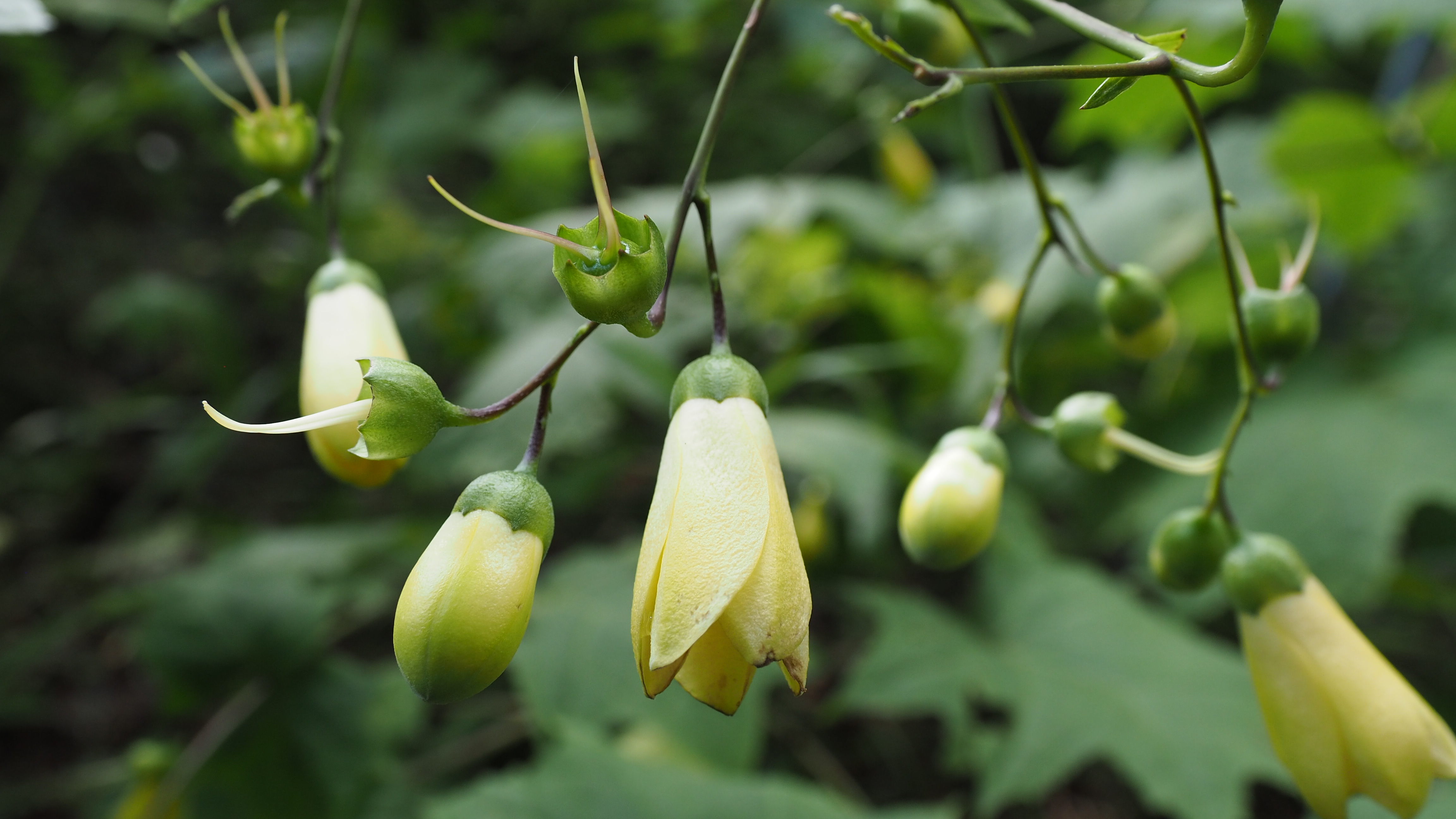
キレンゲショウマ（9月中旬）
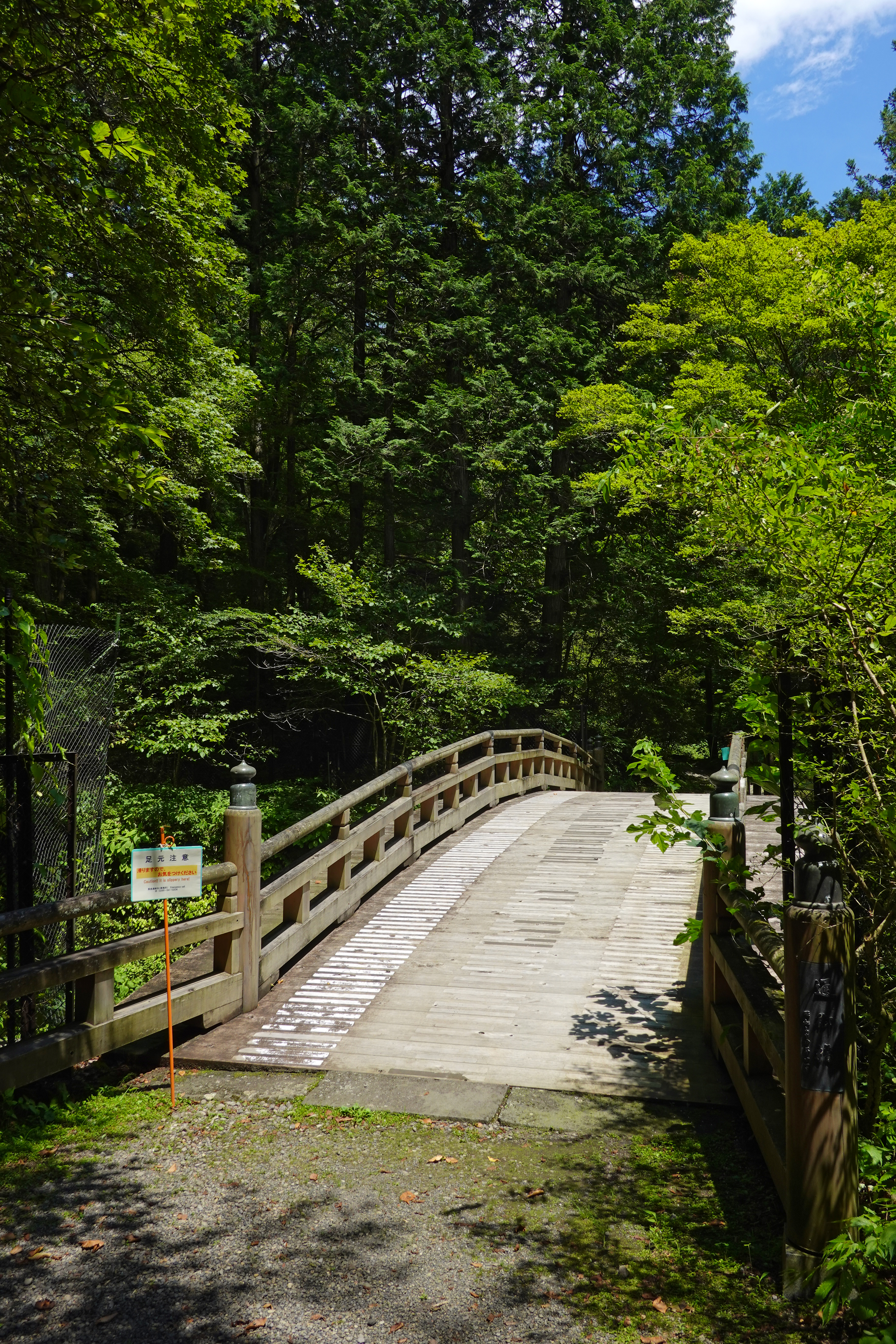
通御橋
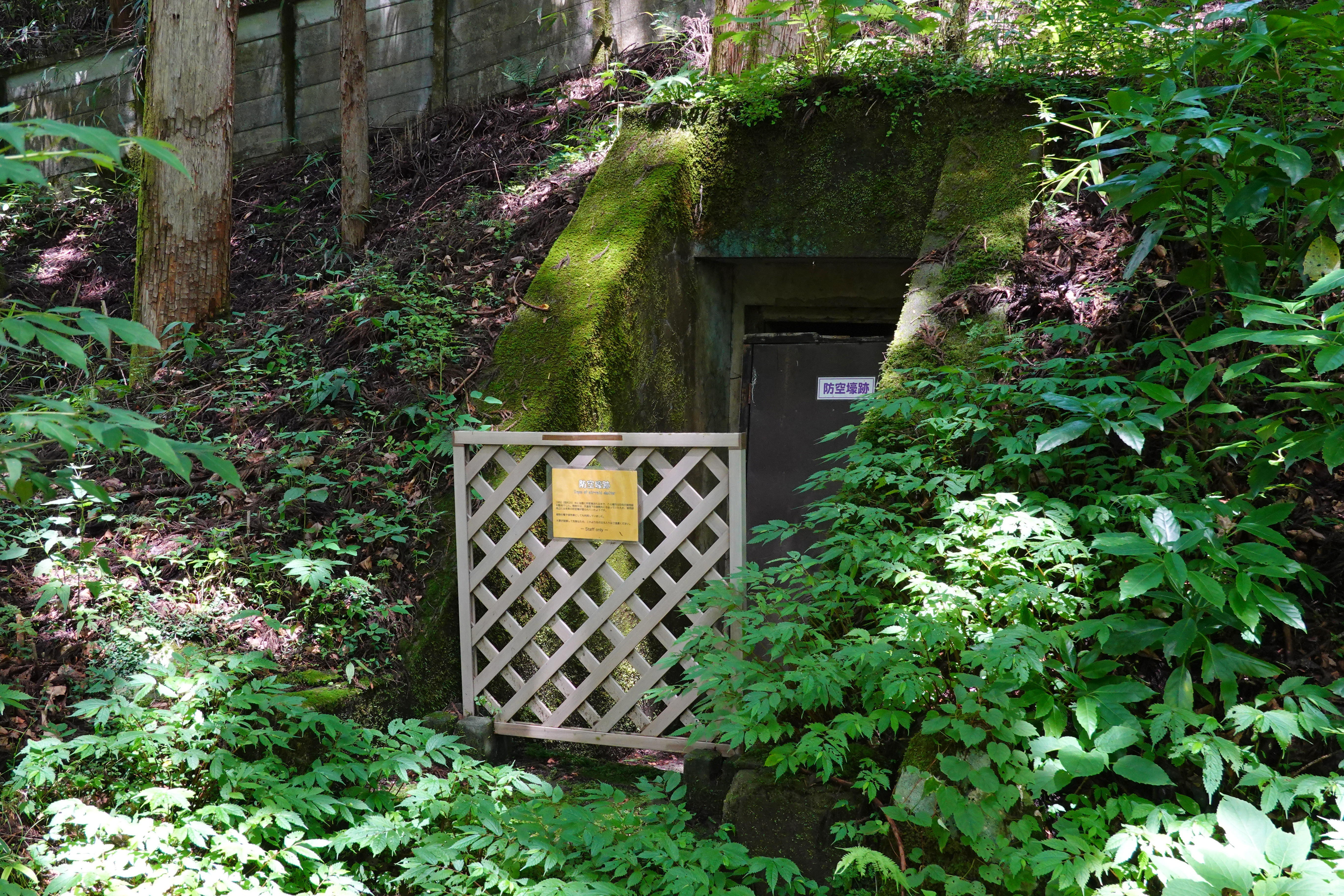
防空壕跡